# Thorelliola javaensis
Thorelliola javaensis is een spinnensoort in de taxonomische indeling van de springspinnen (Salticidae).
Het dier behoort tot het geslacht Thorelliola. De wetenschappelijke naam van de soort werd voor het eerst geldig gepubliceerd in 1997 door Gardzinska & Patoleta.